# 江藤名保子
江藤 名保子（えとう なおこ、Naoko Eto）は、日本の法学者、国際政治学者。学位は博士（法学）（慶應義塾大学大学院・2014年）。学習院大学法学部 教授。公益財団法人 国際文化会館・地経学研究所 上席研究員 兼 中国グループ長。
専門は現代中国政治、東アジア国際政治、日中関係など。

## 略歴
- 慶應義塾大学経済学部卒（1999）
- スタンフォード大学国際政治研究科修士課程修了
- 慶應義塾大学大学院法学研究科後期博士課程修了
- 人間文化研究機構地域研究推進センター 研究員
- 日本貿易振興機構アジア経済研究所地域研究センター 副主任研究員
- シンガポール国立大学東アジア研究所 客員研究員
- 北京大学国際関係学院 客員研究員
- 2022年8月 - 現在、国際文化会館・地経学研究所 上席研究員 兼 中国グループ・グループ長（兼任）

など

## 所属学会
- 日本比較政治学会
- アジア政経学会
- 日本国際政治学会

など

## 著書
- 『中国ナショナリズムのなかの日本: 「愛国主義」の変容と歴史認識問題』勁草書房、2014年3月30日。ISBN 978-4326348978。

など